# Sender del Pi Novell
El PR-C 139 és un sender de petit recorregut de Catalunya denominat Sender del Pi Novell, ja que passa per aquest turó. Connecta la comarca del Vallès amb el massís del Montseny. Parteix de Sant Antoni de Vilamajor, des del sender de gran recorregut GR-97, travessa tot el terme municipal de Sant Pere de Vilamajor entrant al Parc Natural del Montseny connectant amb el GR-5 al Pla de la Calma.

## Punt d'informació
El punt d'informació del recorregut està al centre històric de Sant Pere de Vilamajor, a l'edifici de la Mongia de Vilamajor al peu de la torre d'homenatge del castell de Vilamajor, al carrer de l'església, número 3. Aquest centre també és un punt d'informació municipal i del Parc Natural del Montseny.

## Recorregut[calcitació]

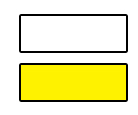
Marca de Sender de Petit Recorregut

Com a sender de petit recorregut està balisat amb senyals grogues i blanques. Té una distància total de 18,319 km. La durada del tot el recorregut és de 6 hores i 30 minuts. el desnivell és de 1062 metres essent la seva dificultat catalogada com a mitjana.

### Sant Antoni de Vilamajor
- 0 min; 0 km El sender s'inicia al cruïlla del carrer Freixaneda amb el carrer Llobregat al parc de can Sauleda. Seguint la senyalització es va fins a la font de Sant Lleïr i després fins a l'ermita de Sant Lleïr.

### Sant Pere de Vilamajor
- 18 min; 1 km 349 m. Entrem al terme municipal de Sant Pere de Vilamajor, creuant el pont de la riera de Vilamajor, entrant al centre històric on hi ha el punt d'informació, la recotria, l'església de Sant Pere i la torre del castell.
- 40 min; 2 km 787 m. Travessem el veïnat del Pla de Vilamajor passant per les masies de can Sunyer, can Llinars i can Ribes. Travessant un pont, entrem al veïnat de Canyes i trobem la masia de can Gras d'Avall a 350 m sobre el nivell del mar.
- 1h 07 min; 4 km 879 m. Anem cap a can Gras d'Amunt direcció a can Parera de Canyes. A l'alçada de can Mongol travessarem la rirera enfilant-nos cap a Terra Blanca.
- 1h 48 min; 7 km 351 m. Agafarem la pista que ens portarà a can Planell i can Surell. Prop hi ha la font Borrell però caldrà agafar el corriol que ens portarà al turonet de Plansaparera.
- 2h 53 min; 9 km 630 m. Seguirem els corriols que ens portaran a l'ermita de Sant Elies de Vilamajor a 980 metres sobre el nivell del mar.

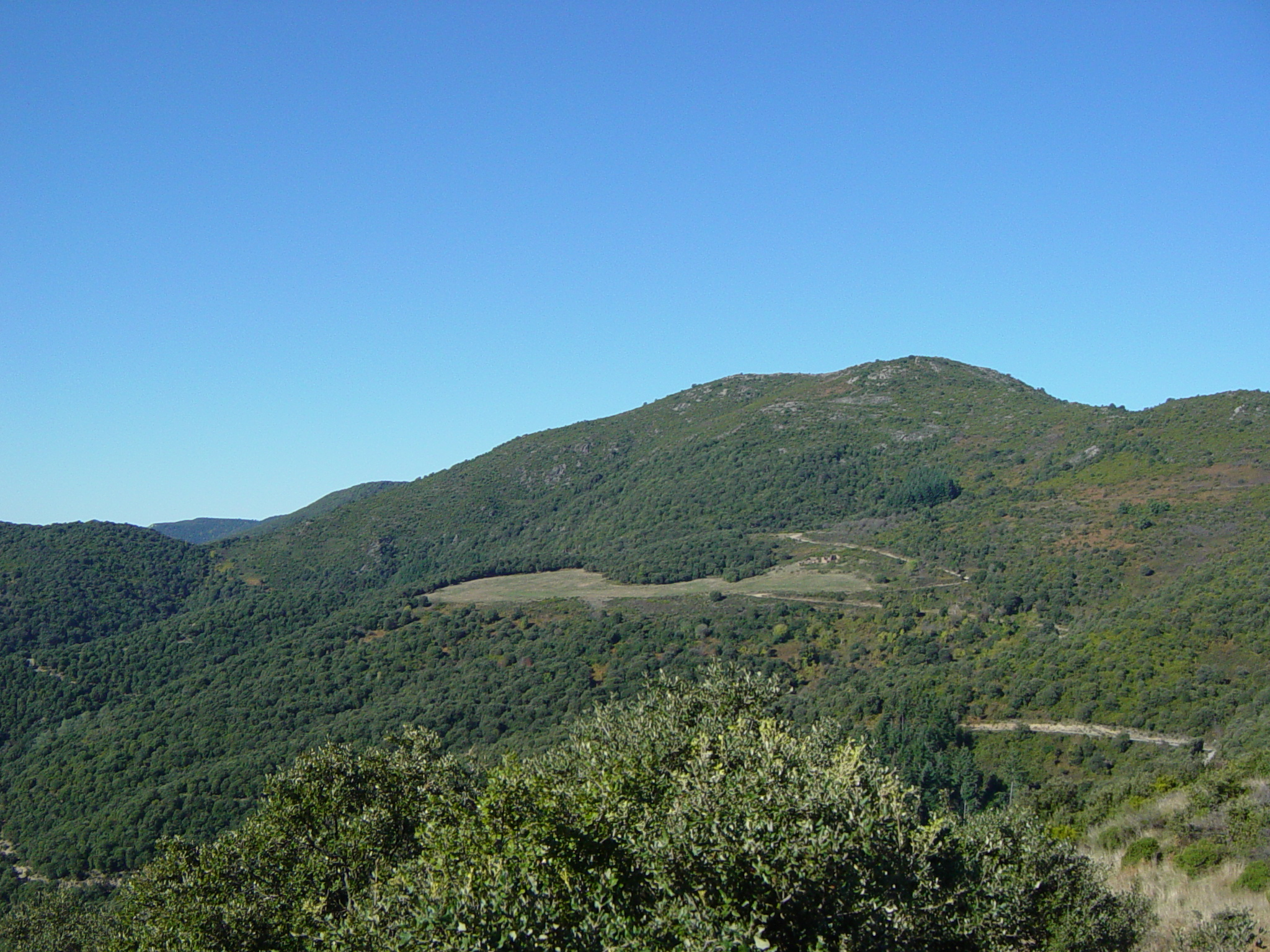
Turó del Samont

- 3h 28 min; 10 km 717 m. Des d'allà anirem fins a la masia de Les Planes del Cortès, passant per la font de les Planes fins al turó de la Cova. Ens enfilarem al turó del Samont, a 1272 m, i seguirem la carena cap al turó del Pi Novell entre els pous de glaç d'en Besa i castanyer gros d'en Cuc.

### Pla de la Calma
- 5h 17 min; 14 km 722 m. Seguint la carena passem pels turons del Sui (1318 m) i Roca Roja (1293 m).
- 6h 30 min; 18 km 319 m. Al Pla de la Calma, enllacem amb el sender de gran recorregut GR-5, conegut com el Sender dels Miradors.